# Strażnica Straży Granicznej w Puńsku
Strażnica Straży Granicznej w Puńsku – zlikwidowana graniczna jednostka organizacyjna Straży Granicznej realizująca zadania bezpośrednio w ochronie granicy państwowej z Republiką Litewską.

## Formowanie i zmiany organizacyjne
Strażnica Straży Granicznej w Puńsku (Strażnica SG w Puńsku) z siedzibą w miejscowości Puńsk, została utworzona 5 maja 2000 zarządzeniem Komendanta Głównego Straży Granicznej w strukturach Podlaskiego Oddziału Straży Granicznej . Powodem było duże nasilenie przestępczości granicznej w tym rejonie. Biorąc pod uwagę skalę przestępczości granicznej, lokalizacja strażnicy w tym rejonie mała swoje uzasadnienie. Strażnica SG w Puńsku przyczyniła się do zwiększenia bezpieczeństwa mieszkańców oraz wzmocnienia ochrony interesów państwa polskiego. Oprócz tego, ochrona polsko-litewskiej granicy musiała spełniać standardy Układu z Schengen.
Strażnica Straży Granicznej w Puńsku została zlikwidowana 1 maja 2004 zarządzeniem Komendanta Głównego SG. Wiązało się to z wstąpieniem Polski i Litwy do Unii Europejskiej, a tym samym zmianą strategii ochrony granicy między tymi krajami, która stała się wewnętrzną granicą Unii .

## Ochrona granicy
Strażnica Straży Granicznej w Puńsku ochraniała odcinek granicy państwowej o długości 16,5 km. Po stronie litewskiej na długości 102,4 km ochraniał granicę SOGP w Łoździejach.

## Wydarzenia
- 1992 – Straż Graniczna rozpoczęła staranie o zorganizowanie strażnicy w miejscowości Puńsk. Taką lokalizację zakładał zatwierdzony na początku 1993 roku przez Komendanta Głównego Straży Granicznej „Harmonogram realizacji przedsięwzięć w zakresie uszczelniania granicy państwowej w latach 1993–1995”[1].
- 1992 – kwiecień, wystąpiono o sprzedaż odpowiedniego obiektu, jednak zamiary te zostały natychmiast oprotestowane przez organizacje Litwinów w Polsce. Kolejne wystąpienia do władz lokalnych spotykały się albo z odmową, albo z propozycjami nie spełniającymi wymogów Straży Granicznej. Do takich należało wskazanie lokalizacyjne z 1995 w Smolanach, gdzie nie istniała droga dojazdowa do przyszłego obiektu[1].
- 1998 – Straż Graniczna rozpoczęła zabiegi o pozyskanie w zarząd części puńskiej nieruchomości, będącej w dyspozycji Zespołu Opieki Zdrowotnej w Sejnach. i wyremontować kotłownię obsługującą cały obiekt a w dalszym etapie zmodernizować ją pod kątem bezpieczeństwa ekologicznego. Planowane było wybudowanie oczyszczalni ścieków[1].
- 1998 – 3 listopada Urząd Rejonowy w Sejnach wydał pozytywną decyzję w sprawie przyznania Straży Granicznej części przedmiotowej nieruchomości[1][6].
- 1998 – 10 listopada w proteście przeciwko wydanej pozytywnej opinii, członkowie Rady Gminy Puńsk zawiesili wykonywanie mandatu radnego do czasu uchylenia opinii[6].
- 1998 – 16 listopada Rada Gminy Puńsk zawiesiła swoją działalność. Radni poczuli się urażeni decyzją Wojewody suwalskiego o przeznaczeniu części gminnego ośrodka zdrowia na strażnicę graniczną. Przeciwko lokalizacji strażnicy wystąpiła ze sprzeciwem mniejszość litewska (stanowiąca w gminie ok. 80 proc.)[7].
- 1998 – 23 listopada na odcinku Podlaskiego Oddziału SG nielegalnie przekroczyła granicę państwową w ciągu ostatnich lat największa grupa nielegalnych imigrantów. Liczyła 113 obywateli różnych narodowości, między innymi z Afganistanu, Pakistanu, Indii. Grupa została zatrzymana w okolicach Suwałk, Sejn i Puńska[7][3][8]. Litewscy przemytnicy postanowili przerzucić grupę około 180 imigrantów, pozostałych zatrzymały służby litewskie[2] .
- 1998 – konflikt o nową strażnicę na odcinku litewskim narastał. Litwini nie zamierzali oddać ośrodka zdrowia, doprowadzili do oflagowania budynku. Dla rozwiązania konfliktu zaangażowali się posłowie, senatorowie oraz władze centralne kraju[7].
- 1999 – 18 lutego Straż Graniczna nie zamierza wycofać się z planów ulokowania strażnicy w Puńsku, mimo protestów tamtejszej społeczności. Chodzi o bezpieczeństwo granicy na odcinku bardzo zagrożonym przestępczością[9].
- 1999 – 11 marca na spotkaniu komendanta Głównego SG z przedstawicielami Rady Gminy Puńsk oraz z Wojewodą Podlaskim dyskutowano o możliwościach rozwiązania konfliktu. Wobec zdecydowanego sprzeciwu mieszkańców Puńska, Straż Graniczna rozważała możliwość odstąpienia od zajęcia części Gminnego Ośrodka Zdrowia, o ile zostałoby wskazane inne miejsce na terenie Puńska[1].
- 2000 – 5 maja do systemu ochrony granicy państwowej włączona została Strażnica Straży Granicznej w Puńsku[10].

## Strażnice sąsiednie
- Strażnica SG w Szypliszkach ⇔ Strażnica SG w Sejnach – 05.05.2000[10].

## Komendanci strażnicy
- ppor. SG Adam Pacuk[11][12] (był w 2000)[13][6].